# Praia do Santinho
Praia do Santinho (également appelée Praia das Aranhas) est une plage de la municipalité de Florianópolis, au Brésil. Elle se situe au nord-est de l'île de Santa Catarina, entre deux pointes rocheuses qui la séparent, au nord, de praia dos Ingleses et, au sud, de praia do Moçambique. 
Constituée d'une large bande de sable, la plage mesure environ 1 200 m de longueur. Depuis la construction d'un hôtel de luxe, elle est de plus en plus fréquentée par les touristes. Au sud de la plage, sur les rochers, on peut admirer de curieuses inscriptions rupestres.